# اعتراف اجباری در جمهوری اسلامی ایران
اعتراف‌گیری در جمهوری اسلامی ایران به مجموعه فعالیت‌های فیزیکی و روانی نهادهای امنیتی و نظامی گفته می‌شود که بر اساس گفته‌های برخی افراد، پس از انقلاب ۱۳۵۷، به اجبار برای تهدید، ارعاب، تخریب شخصیت و تحمیل اعتراف از مخالفان عمدتاً سیاسی استفاده شده‌است. از این رو، اعتراف‌گیری در نسبتی مستقیم با شکنجه است. قانون اساسی جمهوری اسلامی شکنجه را برای کسب اقرار و شهادت صراحتاً ممنوع کرده‌است.
در شهریور ۱۴۰۲ ابراهیم داروغه‌زاده از مدیران پیشین صدا و سیما در برنامهٔ زندهٔ شبکهٔ یک گفت که «اگر مسئول بودم، اجازه نمی‌دادم اعترافات اجباری سپیده رشنو از تلویزیون پخش شود». این نخستین بار در تاریخ جمهوری اسلامی بود که در تلویزیون دولتی ایران یک مقام پیشین از اعتراف اجباری نام برد و وقوع آن را تأیید کرد.

## ادعای اعتراف‌گیری نظام‌مند و تکذیب آن
با گذشت زمان، بسیاری از افرادی که اعتراف تلویزیونی داشته‌اند، مدتی پس از آزادی، یا پس از اقرار، صحبت از شکنجه سنگین برای اعتراف‌های مورد نظر بازجویان کرده‌اند. از این رو، برخی صحبت از نظام شکنجه نظام‌مند برای اتهام‌زنی و اعتراف‌گیری می‌دانند، و آن را یکی از ستون‌های ایدئولوژیک جمهوری اسلامی می‌شمارند که با آن، افکار مخالفان توسط خودشان نفی شده، و با صدور حکم دادگاه، حقانیت و قدرت جمهوری اسلامی اثبات می‌شود. برخی این تفکر دستگیری، اتهام‌زنی و اعتراف‌گیری و محاکمه را تنها مربوط به جمهوری اسلامی نمی‌دانند، بلکه همچون دادگاه‌های تفتیش عقاید و تمام نظام‌های تمامیت گرا، مانند زمان حاکمیت استالین و هیتلر می‌دانند که در آن دادگاه‌هایی نمایشی برگزار شده‌است که منتقدانِ حاکمیت، اندیشه و گذشته خود را نفی، خود را «جاسوس» و «مرتبط با بیگانه» دانسته‌اند، و حقانیت حاکمیت را تحسین می‌کنند. برخی بر این نظر هستند که با پیشرفت تکنولوژی و ارتباطات، مسئله دستگیری، اتهام زنی و اعتراف‌گیری که همیشه یکی از ابزار اصلی جمهوری اسلامی برای اثبات حقانیت خود بوده، کارکرد خود را از دست داده و به رسوایی و تناقض‌های پی در پی منجر شده‌است. به عنوان مثال، آنها مورد ترور دانشمندان هسته ای را مثال می‌زنند که در دنیای ارتباطات، تناقض آنچه که جمهوری اسلامی ادعا کرده، و آنچه که در واقعیت گذشته را به سادگی عیان می‌شود.
اما در مقابل، مسئولان جمهوری اسلامی نیز، شکنجه مخالفان را در این دوران غالباً نفی می‌کنند و این را نشر اکاذیب، اتهام گروه‌های ضدانقلاب، فریب خورده و معاند به ذات مقدس جمهوری اسلامی می‌دانند. در برخی موارد هم، آنها آثار شکنجه‌ها را خودزنی خود زندانیان برای اتهام به نظام می‌دانند. آنها اعتراف‌ها و رای‌های دادگاه را افشای دروغ بودن افکار مخالفان و سند حقانیت و قدرت جمهوری اسلامی می‌دانند.
اعتبار اعتراف‌ها نیز در این دوران محل مناقشه بوده‌است. پس از انتخابات ریاست جمهوری ۱۳۸۸، سید علی خامنه ای با محمل و بی‌ارزش دانستن حرف معترضان به شیوه دادگاه‌های برگزار شده تأکید کرد که «هر اقراری، هر اعترافی، شرعاً، عرفاً و در نزد عقلا در یک دادگاه در مقابل دوربین، در مقابل بینندگان میلیونی که متهم علیه خود بکند، این اعتراف مسموع است، مقبول است، نافذ است.» در مقابل کمی بعد، حسینعلی منتظری در نظری متفاوت اعلام کرد که «روشن است حبس در سلول انفرادی به‌ویژه در دراز مدت که متهم را زیر فشار وادار به اعتراف می‌کند از مصادیق بارز شکنجه است؛ و با اعمال فشار و شکنجه، مخصوصاً به شکل وحشتناکی که در دوره اخیر انجام شده و شرایط غیرعادی که در پی آن وجود دارد، اعترافات متهم حتی علیه خودش نیز معتبر و مسموع نیست.»
در دوران حاکمیت اصلاح طلبان، به گفته خودشان، در مجلس و دولت تلاش‌هایی از جمله بهبود وضعیت وزارت اطلاعات و برخی قوانین ایران و تعطیلی زندان کمیته مشترک ضدخرابکاری و بازداشتگاه ۵۹ سپاه پاسداران و تصویب قانون منع شکنجه صورت گرفت. اما در مورد قانون منع شکنجه، شورای نگهبان با توجه به قاعده دفع افسد به فاسد، این قانون را مغایر با شرع و قانون اساسی دانسته و موضوع را به اختیار قاضی گذاشته و این قانون را تصویب نکرد. در مورد انتخاب وکیل نیز، بر اساس تبصره ماده ۴۸ قانون آیین دادرسی کیفری جدید محدودیت انتخاب در یک لیست چند نفره مورد تأیید ذکر شده‌است: «در جرائم علیه امنیت داخلی و خارجی کشور و همچنین جرائم سازمان‌یافته که مجازات آنها مشمول ماده ۳۰۲ این قانون است، در مرحله تحقیقات مقدماتی، طرفین دعوا وکیل یا وکلای خود را از بین وکلای رسمی دادگستری که مورد تأیید رئیس قوه قضائیه باشند انتخاب می‌نمایند. اسامی وکلای مزبور توسط رئیس قوه قضائیه اعلام می‌گردد». در سال ۱۳۹۷ برخی از نمایندگان تلاش کردند که این قانون را که از نظر آنها قانونی فاسد است، حذف کنند.

## سال‌های نخست پس از انقلاب ۵۷
در اوایل انقلاب اسلامی نقش دادگاه‌های انقلابی که توسط حکام شرع برپا می‌شده‌است، بسیار پر رنگ بوده و نیازی به مراحل مختلف تشریفات اداری و اعتراف دستگیرشدگان نبوده‌است. این محاکمات بدون وکیل مدافع بوده، زیرا انقلابیان وکیل مدافع را به عنوان مقوله غربی نفی می‌کردند و از نظر صادق خلخالی «فقط به کسانی اجازه داده می‌شود وکیل داشته باشند که لال باشند.» یرواند آبراهامیان، پژوهشگر تاریخ معاصر ایران، می‌گوید که در این دوران، به دلیل قدرت حاکم شرع در صدور احکام، اعتراف‌گیری و شکنجه به صورت نظام مند وجود نداشته‌است. بر اساس آمار او، در این دادگاه‌های انقلابی که اکثراً به صورت کوتاه برگزار شده‌اند، حدود ۸۰۷ نفر به جرم «فساد فی الارض» و برای «پاکسازی جامعه از بقایای فاسد رژیم طاغوت» به مرگ محکوم و کشته می‌شوند.

## دههٔ ۱۳۶۰

### شکل‌گیری نظام جدید حقوقی و سیاستتواب‌سازیدر ابتدای دهه شصت
از سال ۱۳۶۰ به بعد، شکلی جدید از حقوق بر اساس شرع اسلام و غرب زدایی شکل گرفت. با تصویب قانون اساسی جدید و توجه به قانون شرع، نخستین مجلس شورای اسلامی و شورای نگهبان با تصویب دو لایحه، ویژگی‌های قانون شرع را اعلام کرد: قانون تعزیر و قانون قصاص. قانون تعزیر به قضات اجازه می‌داد که حدود مجازات‌های بیشتر از چهار ضربه شلاق در مورد چندین جرم از جمله «دروغ گفتن به مسئولان»، تعیین کنند. برخی بر این نظر هستند که جرم آخر، به صورت قانونی این اجازه را می‌دهد که اقرار دستگیرشدگان «دروغ تلقی» شود و قانون «حد» تا جایی که اقرار صحیح باشد، ادامه پیدا می‌کند.
در این زمان اسدالله لاجوردی به ریاست زندان اوین انتخاب شد. او به حدی به زندان اوین علاقه داشت که خانواده خود را نیز برای زندگی به زندان اوین آورد. از نظر او جمهوری اسلامی توانسته که زندان را به «دانشگاهی عقیدتی» تبدیل کند که زندانی در آن به عبرت گرفتن از خطاها و پس دادن کفاره، قبل از بازگشت به جامعه، مشغول خواهد شد. در دهه شصت به این امر سیاست تواب سازی گفته می‌شد. نگاه به زندانی همچون موجود گناهکاری است و باید حتماً اصلاح شود. روزنامه اطلاعات در همین دوران نوشت که «برای اثبات گناه مجرمان، چه سندی بهتر از اعتراف مستقیم خود آنها است.» این نگاه منجر به نوشتن ندامت نامه توسط زندانیان شد. بر اساس تحقیق آبراهامیان، شیوه‌های رایج شکنجه برای گرفتن اعتراف همچون شکنجه‌های ساواک بود، از جمله شلاق بر کف پا در حالی که وی را روی تخت فلزی می‌بستند، دستبند قپانی، محرومیت از خواب، آویزان کردن از سقف، پیچاندن آرنج دست تا زمانی که بشکند، له کردن دست و انگشتان لای گیره‌های فلزی، فروکردن شی تیز زیر ناخن‌ها، سوزاندن با سیگار، زیر آب کردن سر، اعدام نمایشی و تهدید جانی اعضای خانواده. اما از همه رایج تر شلاق زدن به کف پا بود، زیرا حکم صریح قانون شرع بوده‌است. همچنین گذاشتن در تابوت و مشاهده و شرکت در مراسم اعدام، نوعی شکنجه جدید بوده‌است. این شکنجه‌ها تا زمانی که زندانی اعتراف کند ادامه داشته‌است. عباس امیر انتظام نیز با فرستادن محرمانه نامه‌هایی، شرایط این دوران و شکنجه‌ها برای گرفتن ندامت نامه را در زندان اوین توصیف کرده‌است.
در این دوران، بسیاری از منقدان سرشناس حاکمیت، از تمامی جریان‌ها، از جمله روحانیت، چپ‌گرا، لیبرال و ملی مذهبی ندامت نامه نوشتند و از گذشته آلوده و اندیشه خودشان اعلام برائت کردند و حقانیت جمهوری اسلامی را ستودند. محمد علی عمویی، یکی از اعضای برجسته حزب توده، در سال ۱۳۶۱ دستگیر شد و از خیانت‌های حزب توده گفت. نورالدین کیانوری نیز، از رهبران حزب توده، و برخی دیگر از اعضای حزب توده، در اعترافات تلویزیونی ضبط شده در زندان که از تلویزیون ایران پخش شد، یک به یک به جاسوسی برای شوروی اعتراف کردند. کیانوری، اظهار داشت که «حزب توده از آغاز تأسیس در ۱۳۲۰ تا به حال، ابزاری برای جاسوسی و خیانت بوده‌است».پس از این اعترافات، احمد جنتی اعلام کرد از آنجایی که حزب توده به دنبال فتنه بوده‌است، این اعترافات از تسخیر لانه جاسوسی مهم‌تر بوده‌است. آیت الله طاهری، امام جمعه اصفهان، به دولت برای نجات جوانان از دست چنین سازمان کثیف و فاسدی تبریک گفت. حجتی کرمانی، این پیروزی بزرگ را به خمینی و جامعه، تبریک گفت و اعلام کرد که جنازه ماتریالیسم تاریخی یکبار برای همیشه به گورستان سپرده شد و به همگان برتری اسلام راستین را نشان داد. در مقابل کیانوری درسال ۱۳۶۸، در نامه‌ای به سید علی خامنه‌ای در خصوص شکنجه‌های زندانیان نوشت و در آن نامه گفت که برای اعتراف به اتهام دروغین به همراه سایر رهبران حزب به شدت شکنجه شده و همسرش مریم فیروز و همین‌طور افسانه دخترش را شلاق زده و در مقابل چشمانش از سقف آویزان نموده‌اند. محمد علی عمویی نیز می‌گوید که پیش از انقلاب، ۲۳ سال زندانی بوده و حاضر نشده بوده که برگه اعترافات را امضا کند. اما در سال ۱۳۶۱ دستگیر شد و پس از چند هفته مقابل دوربین اعتراف کرد، او داستان اعتراف‌گیری خود را اینگونه روایت می‌کند: «دستانم را بستند و از یک حلقه من را آویختند. نوک پنجه‌هایم روی زمین بود. انگار تک‌تک جوارح بدنم بیرون کشیده می‌شد. مثل پاندول تکانم می‌دادند تا این‌که ایست قلبی کردم.» آنطور که او می‌گوید، بازجوها از از او می‌خواستند رابطه سیاسی خود را با همسر خمینی فاش کند: «وقتی اولین بار من را به تخت بستند که کابل بزنند، هر دو بازجویم دست به سوی آسمان بالا بردند و گفتند بار الها!، برای عظمت اسلام می‌زنیم. در لابه‌لای زدن‌ها، وقتی به نهایت ضعف رسیدم، بازجو گفت مصاحبه می‌کنی؟ پذیرفتم.» عمویی می‌گوید از آنجایی که بازجوها عجله دارند زود به نتیجه برسند، در همان حالت پاندول، «شلاق را برمی‌دارند درست مثل یک لاشه گوسفند که در قصابی آویخته‌است»، با شلاق می‌زنند. وی در بخشی از خاطراتش می‌گوید بازجوها ورزیده کار می‌کردند و فنی شکنجه می‌دادند و نهایت ابتکار را به کار می‌بردند تا خشونت در حد اعلا باشد ولی قربانی زیر شکنجه نمیرد. با این حال او از بیش از ۱۰ تن از هم حزبی‌هایش یاد می‌کند که پیش از دادگاه و در جریان بازجویی، زیر شکنجه جان سپردند: محسن علوی، علی شناسایی، رضا شلتوکی، گاکیک آوانسیان، تقی کی منش، حیدر مهرگان (رحمان هاتفی)، غلامحسین قناعتی، حسن قزلچی، حسین پور و غیره. احسان طبری نیز در اعترافاتی تلویزیونی که ماه‌ها پس از دستگیری او از تلویزیون نمایش داده‌شد، اعلام کرد که در اثر مطالعه کتاب‌های علامه طباطبایی و مرتضی مطهری به اسلام گرویده‌است و به جوانان توصیه کرد به جای مارکس، آثار مطهری را بخوانند. در همین دوران کتابی به‌نام «کژراهه» به نام او منتشر شد. احسان طبری همچنین کتابی به نام «شناخت و سنجش مارکسیسم» نوشت. او در صفحه اول آن با اشاره به نقش «بازجو» می‌نویسد: «اکنون با راهنمایی‌های بازجوی عزیزم! به دین اسلام گرویده‌ام.»
در این دوران، سیدمحمدکاظم شریعتمداری روحانی معروف، صادق قطب‌زاده، وزیر وقت امور خارجه و عضو شورای انقلاب، «سید مهدی هاشمی» از مؤسسان سپاه پاسداران و برادر داماد «حسینعلی منتظری»، «طاهر احمدزاده» نخستین استاندار خراسان و از هواداران «نهضت مقاومت ملی» و «عزت‌الله سحابی» عضو شورای انقلاب و نماینده اولین دوره مجلس شورای اسلامی از نمونه‌های بارزی بودند که مجبور به اعتراف تلویزیونی شدند.
بررسی ندامت نامه‌های نشان می‌دهد که کلید واژه مهم تمامی آنها "خیانت"، "انحراف"، "ضد انقلاب"، "محافل صهیونیستی بهایی" و "جاسوس" بوده‌است که جرم‌هایی که قبلاً حاکمیت بر آنها تأکید داشته‌است را تأیید می‌کنند." به گفته آبراهامیان، اعتراف‌گیری در این دوران حتی پس از کسب اطلاعات ضروری، هم چنان ادامه می‌یافت. در واقع اعتراف به ابزار تبلیغات برای شعارهای ایدئولوژیکی حاکمیت، از جمله اثبات توطئه دائمی دشمنان و سرکوب مخالفان تبدیل شد، و از نظر او، این نقطه شروع شکنجه نظام‌مند در تاریخ جمهوری اسلامی بوده‌است.

### اعدام‌های سال ۱۳۶۷
در جریان اعدام‌های سال ۶۷، به گفته مجریان آن، تأکید روی توبه زندانیان بوده. به عنوان مثال، در مورد مجاهدین سؤال مشخص "آیا حاضر به معرفی یاران سابق خود در برابر دوربین هستید؟" و در مورد چپ گرایان، "آیا حاضرید علنی ماتریالیسم تاریخی را نفی کنید؟" و "آیا حاضر به نفی اعتقاد گذشته‌تان در مقابل دوربین هستید؟" پرسیده شده‌است. برخی از زندانیان زن این دوران نیز، از تهدید مقامات زندان به تجاوز به دختران باکره قبل از اعدام گفته‌اند. پس از بروز اختلافات و اعتراض عامدانهٔ حسین علی منتظری به اعدام زندانیان سیاسی (تابستان ۱۳۶۷)، منتظری با نوشتن نامه‌ای خطاب به خمینی نسبت به اعدام‌های گسترده و شکنجه‌های جنسی در زندان‌های ایران اعتراض کرده بود. منتظری در قسمت‌هایی از این نامه می‌گوید: 
آیا می‌دانید جنایاتی در زندان‌های جمهوری اسلامی به نام اسلام در حال وقوعند که شبیه آن در رژیم منحوس شاه هرگز دیده نشد؟ آیا می‌دانید که تعداد زیادی از زندانی‌ها تحت شکنجه توسط بازجویانشان کشته شده‌اند؟ آیا می‌دانید که در زندان (شهر) مشهد، حدود ۲۵ دختر بخاطر آنچه بر آن‌ها گذشت، مجبور به درآوردن تخمدان یا رحم شدند؟ آیا می‌دانید که در برخی زندان‌های جمهوری اسلامی دختران جوان به زور مورد تجاوز قرار می‌گیرند؟
در مقابل روح‌الله خمینی، رهبر وقت جمهوری اسلامی منتظری را فریب خورده رادیوهای بیگانه و افراد ناصالح می‌داند و تأکید می‌کند که حرف‌های اشتباه او خدمت ارزنده ای به استکبار کرده‌است. مسئولان دیگر جمهوری اسلامی نیز، شکنجه مخالفان را در این دوران نفی می‌کنند و این را اتهام گروه‌های ضدانقلاب، فریب خورده و معاند به ذات مقدس جمهوری اسلامی می‌دانند. در برخی موارد هم، آنها آثار شکنجه‌ها را خودزنی خود زندانیان برای اتهام به نظام می‌دانند.

## دههٔ ۱۳۷۰

### بمب‌گذاری در حرم علی بن موسی الرضا
پس از بمب‌گذاری در حرم پیشوای هشتم شیعیان، دولت ایران سازمان مجاهدین خلق را عامل این حادثه دانست و اعلام کرد که هدف آن سازمان از این کار اختلاف افکنی بین شیعه و سنی بوده‌است. دو زن به همین اتهام و همچنین قتل کشیش‌های مسیحی -مهدی دیباج و هایک هوسپیان مهر- (که بعداً در زمره قتل‌های زنجیره‌ای قرار گرفت) محاکمه و سپس با تخفیف در مجازات از اعدام رهایی یافتند. به علاوه، پس از دستگیری علیرضا رحمانی، وزارت اطلاعات ایران، مهدی نحوی را عضو سازمان مجاهدین خلق و عامل بمب‌گذاری مشهد معرفی کرد و تصویری چهره‌نگاری شده از او در رسانه‌ها منتشر شد. اوایل مرداد ماه خبر دستگیری مهدی نحوی را درحالی‌که گلوله خورده بود، منتشر شد. از او نیز اعترافی تلویزیونی پخش شد.
اما در ۲۷ مارس ۱۹۹۵ یک نشریه پاکستانی اعلام کرد که یک جوان ۲۴ ساله مذهبی متعصب به نام عبدالشکور که یکی از دستیاران نزدیک رمزی یوسف از اعضای القاعده است به انجام این بمبگذاری اعتراف نموده‌است. رمزی یوسف به اتهامات گوناگون از جمله بمبگذاری در مرکز تجارت جهانی در سال ۱۹۹۳ هم‌اکنون در آمریکا دوره حبس ابد خود را می‌گذراند. از «سپاه صحابه» پاکستان و «نهضت اسلامی ایران» در کویتهٔ پاکستان نیز به عنوان مسببان این بمب‌گذاری یاد شده‌است. در اواخر دهه هفتاد نیز، اکبر گنجی و عمادالدین باقی که تحقیقات زیادی در قتل‌های رنجیره ای داشتند، مسئول این انفجار را بخشی از وزارت اطلاعات معرفی کردند و دستگیرشدگان را افرادی بدون ارتباط با این حادثه دانستند که از آنها اعتراف‌گیری شده‌است. به علاوه در مناظره‌ای که در بهمن‌ماه ۱۳۹۷ میان مصطفی تاج‌زاده و علیرضا زاکانی بر سر قتل‌های زنجیره‌ای انجام شد، تاج‌زاده اعلام کرد که «در مورد قتل‌های زنجیره‌ای به آقای خاتمی سناریو دادند عین مشهد؛ گفتند دو نفر منافق را بگویید آن‌ها بودند و از همین اعتراف گیریهایی که بلدند!»

### برنامه هویت
در سال ۱۳۷۵ برنامه هویت در چندین قسمت از صدا و سیمای جمهوری اسلامی پخش گردید. در این برنامه روشنفکرانی چون عبدالحسین زرین‌کوب و هوشنگ گلشیری و بسیاری دیگر، وابسته به بیگانگان و خائن به کشور معرفی شدند. اعترافات تلویزیونی که از سعیدی سیرجانی، عزت‌الله سحابی، غلامحسین میرزاصالح در زندان ضبط شده بود نیز در این برنامه پخش و تحلیل‌های مورد نظر مقامات دولتی لابلای آن گنجانده می‌شد. بعدها و پس از آزادی نسبی که در دوران اصلاحات پیش‌آمد، غلامحسین میرزاصالح و عزت‌الله سحابی و نیز سایر کسانی که در برنامه هویت فیلم‌های اعترافات آن‌ها پخش شده‌بود، ادعا کردند که در طول مدت بازداشت‌شان و تحت فشارهای جسمی و روحی مجبور به اقرار و سخن گفتن علیه خود شده‌بودند. عزت‌الله سحابی فیلم‌های گرفته شده را پس از ماه‌ها حبس و شکنجه خود و سایر زندانیان می‌داند. او در سال ۸۲، در نامه ای سرگشاده به سران سه قوه با انتقاد از شیوه بازجویی‌ها می‌گوید که در زمان حکومت شاه و در دوره جمهوری اسلامی بارها به زندان افتاده ولی شرایط بازجویی در هنگام بازداشت سال پیش او در تاریخ پنجاه سال اخیر بی‌سابقه بوده‌است.
سعیدی سیرجانی در بخشی از اعترافات تلویزیونی خود با کنایه اشاره می‌کند: «آنچه که باعث شد من امشب خودم خواهش کنم که بیایند این برنامه را ضبط کنند صحبتی است که از دو روز پیش شروع شده ولی شاید ده دقیقه قبل یک تلنگر سفتی به روح من خورد. می‌خواستم این صحبت را بکنم که این چیزهایی که در طول این مدت من نوشتم، همه رگه‌هایی از لجبازی شدید دارد و شدیداً پشیمانم از این کار.» احسان یارشاطر اذعان داشت سعیدی سیرجانی همچون احمد تفضلی به دلیل همکاری با بنیاد دانشنامه ایرانیکا (به سرویراستاری احسان یارشاطر) توسط مسئولان جمهوری اسلامی ترور شد. همه کسانی که فیلم، صدا و نوشته اعترافاتشان در برنامه هویت پخش شد، آزاد شدند بجز سعید سیرجانی. عمادالدین باقی کسی که تحقیقاتی گسترده دربارهٔ قتل‌های زنجیره ای داشته، ادعا می‌کند که تیم سعید امامی در زندان با استفاده از کپسول پتاسیم موجب سکته قلبی و مرگ علی اکبر سعیدی سیرجانی شده.

### شهرداری تهران
در سال ۱۳۷۶، عده‌ای از معاونان و شهرداران مناطق تهران، که زیر نظر غلام حسین کرباسچی از طرفداران کلیدی خاتمی در انتخابات دوم خرداد بود، توسط حفاظت اطلاعات نیروی انتظامی به فرماندهی سردار نقدی دستگیر و بازجویی شدند. سردار نقدی می‌گوید که متهمان پس از اینکه توسط بازجویان به دیدار خانواده‌های شهدا و جانبازان برده شدند، «خودشان تکان خوردند… قلبشان به درد آمده و حرف‌های آتشین علیه خودشان و علیه شهردای زدند.» با این حال، گزارش هیئت ویژه رئیس‌جمهوری وقت که از وزیر دادگستری و رئیس دادگاه انتظامی قضات تشکیل شده بود، روایت دیگری را نشان داد. طبق گفته نمایندگان وقت گرگان و قوچان در مجلس پنجم، قنهاری، این هیئت در گزارش رسمی خود تصریح کرد: «اکثر اقرارهایی که از متهمان گرفته شد با آزار بدنی و شکنجه و بی خوابی بوده‌است». در گزارش این هیئت همچنین تأیید شد که بازجویان طیف متنوعی از آزارهای جسمی و روانی از قبیل انفرادی‌های طولانی مدت، دادن بی خوابی مفرط، بستن دست و پا، جوجه کباب (آویزان کردن متهم از دست و پا)، شلاق، زدن با دسته بیل، شکستن دندان، تهدید فرزندان و تهدید به قتل متهمان در خارج زندان را علیه شهرداران اعمال کرده بودند. اما نقدی شکنجه را شایعه دانست. در نهایت سردار نقدی چندی بعد در دادگاه نظامی به اتهام شکنجه شهرداران به ۸ ماه حبس قطعی محکوم شد، گرچه هیچگاه خبری از زندانی شدن وی در رسانه‌ها منتشر نشد.

### قتل‌های زنجیره‌ای
یکی از مستدل‌ترین اسناد در زمینه اعتراف‌گیری و شکنجه، فیلم‌های مربوط به بازجویی قتل‌های زنجیره ای است. این قتل‌ها که در طول چندین سال اتفاق افتاده، و قربانیان آن بیش از ۸۰ نفر از نویسندگان، مترجمان، شاعران، کنش گرایان سیاسی و شهروندان عادی بودند که با روش‌های گوناگونی مانند تصادف خودرو، ضربات چاقو، تیراندازی در سرقت‌های مسلحانه و تزریق پتاسیم به منظور شبیه‌سازی حمله قلبی به قتل رسیدند. در این دوران، جناح حاکم در کشور، که مخالف جدی دگراندیشان و اصلاح‌طلبان محسوب می‌شدند، عاملان قتل‌ها را «ابرقدرت‌های خارجی» و به‌خصوص اسرائیل دانستند که از آن جمله می‌توان به اولین واکنش سید علی خامنه‌ای در نماز جمعهٔ تهران اشاره کرد که قتل‌ها را به دشمنان خارجی منسوب کرد. روزنامهٔ منسوب به محافظه‌کاران، «کیهان»، ادعای سفر مخفیانه سعید امامی را به اسرائیل مطرح نموده بود و سایر نشریات چون تهران تایمز، شبکهٔ جاسوسی امامی را مرتبط با آژانس یهود دانستند،
در بهمن ۱۳۷۸ نیز، فیلم اعترافات شش تن از متهمان قتل‌های زنجیره‌ای با حضور نیازی رئیس سازمان قضایی نیروهای مسلح و عهده‌دار رسیدگی به پرونده قتل‌ها، در جلساتی جداگانه برای خامنه‌ای، سران سه قوه و در جلسه غیر علنی مجلس پنجم، برای نمایندگان پخش شد که عکس‌العمل‌های متفاوتی را دربرداشت. نیازی تأکید می‌کند که اعترافات آنها «قلبی و منطبق بر واقعیت» است و می‌تواند سند محکمی برای صدور حکم باشد. متهمان در این فیلم مدعی همکاری با اف‌بی‌آی، سازمان سیا و موساد شده بودند. اما در خرداد ۱۳۸۰، فیلمی سه ساعته از مراحل بازجویی فهیمه دری نوگورانی، همسر سعید امامی و تعدادی دیگر از بازداشت شدگان پرونده قتل‌ها منتشر شد و بخش‌هایی از آن بر روی اینترنت قرار گرفت. این فیلم، حکایت از شکنجه شدید این زندانیان برای اخذ اعترافات عجیب در مورد ضدیت با جمهوری اسلامی، ارتباط با سرویس‌های جاسوسی بیگانه و فسادهای گسترده جنسی داشت. بازجویان با تهدید و ضرب و شتم و نسبت دادن اتهامات اخلاقی و جنسی عجیب، درصدد اثبات ارتباط عاملان اجرایی قتل‌های زنجیره‌ای با بیگانگان و سفر به اسرائیل بودند. تهیه‌کنندگان فیلم شکنجه متهمان قتل‌های زنجیره‌ای طی نامه‌ای به رئیس‌جمهور خاتمی در مرداد ۱۳۸۰، تأکید داشتند که بازجویی از متهمان به ویژه متهمان زن، دارای صحنه‌های بسیار وحشتناک‌تر بوده که در فیلم موجود نیست. برخی، همچون، اکبر گنجی قتل‌های زنجیره ای را کاملاً نظام‌مند می‌دانند. او علناً علی فلاحیان، وزیر اطلاعات سابق در دوران هاشمی رفسنجانی را شاه‌کلید قتل‌های زنجیره‌ای نامید و از روحانیون دیگری نیز نام برد، از جمله محمدتقی مصباح یزدی که او را محرک و صادرکنندهٔ فتوای قتل‌ها یا به اصطلاح، «مراد عالیجنابان خاکستری» خواند. در تاریخ ۷ دسامبر ۲۰۱۰ میلادی، اکبر گنجی در مصاحبه‌ای با بخش فارسی بی‌بی‌سی مدعی شد که «قتل‌های زنجیره‌ای ایران پروژه‌ای حکومتی بود» و «خود آقای خامنه‌ای هم پشت آن بود و شروع کردند به ترور مخالفان در داخل و خارج کشور و تعداد زیادی از مخالفان را هم در خارج کشور ترور کردند». عمادالدین باقی نیز در کتاب خودش، تراژدی دموکراسی در ایران، تحقیقی تاریخی دربارهٔ رفتارها و صحبت‌های عاملان قتل‌های زنجیره ای می‌کند. او به این نتیجه می‌رسد که اندیشه این قتل‌ها کاملاً نظام‌مند و از مدت‌ها قبل در بخش مهمی از حاکمیت شکل گرفته‌است.

### جنبش دانشجویی
در سال ۱۳۷۹، علی افشاری از فعالان جنبش دانشجویی، پس از چند ماه از بازداشت، در صداوسیما حاضر شد و در یک مصاحبه تلویزیونی از کردار گذشته خود ابراز پشیمانی کرد و تهمت‌هایی به چهره‌های اصلاح طلب وارد کرد. چندی بعد وی از داخل زندان توسط خانواده اش اعلام کرد که تحت فشار بوده‌است. پس از آزادی نیز، او در آذر ماه ۱۳۸۰ طی مصاحبه مطبوعاتی و انتشار نامه به رئیس وقت قوه قضائیه به شکنجه‌هایی که بازجویان بر او تحمیل کرده بودند پرداخت.
از دیگر افراد سرشناسی که در این دوران اعتراف تلویزیونی داشته‌اند، فرج سرکوهی است که پس از آزادی داستان شکنجه‌ها و شیوه اعتراف‌گیری از او واکنش زیادی در رسانه‌های جهان داشت.

## دههٔ ۱۳۸۰

### روزنامه‌نگاران
از اواسط دهه هفتاد به بعد، اعترافات نمایش داده شده بیشتر بر روی روزنامه نگاران و روشنفکران متمرکز بود. برخی بر این نظر هستند که این نگاه پس از سخنرانی سید علی خامنه در سال ۱۳۷۹ تشدید شد. علی خامنه در این سخنرانی از روزنامه‌ها به عنوان پایگاه‌های داخلی دشمن یاد می‌کند و می‌گوید که «بعضی از این مطبوعاتی که امروز هستند، پایگاه‌های دشمنند؛ همان کاری را می‌کنند که رادیو و تلویزیون‌های بی.بی. سی و آمریکا و رژیم صهیونیستی می‌خواهند بکنند.» پس از این سخنان و به تبع آن توقیف فله ای مطبوعات، سیامک پورزند، از نخستین روزنامه نگارانی بود که بازداشت شد و در اعترافی تلویزیونی اعلام کرد که تحت پوشش روزنامه‌نگار با سرویس‌های جاسوسی غربی همکاری کرده‌است، به‌ویژه همکاری با سی.آی. ا (سیا) و سلطنت طلب‌هایی که می‌خواهند یک نظام غیر دینی را جایگزین جمهوری اسلامی کنند. او نام بسیاری دیگر از روزنامه نگاران و هنرمندان را ذکر کرد و انگشت اتهام را متوجه آنان نیز کرد. پورزند همچنین اعتراف کرد که چهار میلیون دلار میان روزنامه نگاران اصلاح طلب توزیع کرده‌است. چند روز بعد از پخش این اعتراف، خامنه ای، رهبر ایران، با اشاره ای تلویحی به سیامک پورزند به عنوان اعترافات یکی از عوامل و ایادی آمریکا در داخل گفت: «در این اعترافات مشخص شد، هشداری که از چندین سال قبل در خصوص تهاجم فرهنگی و تلاش ایادی دشمن برای استحاله فرهنگی داده می‌شد، صحیح بوده‌است.» پس از آزادی، سیامک پورزند اعلام کرد که پس از چند ماه شکنجه‌های شدید این اعترافات اجباری را انجام داده‌است.
ابراهیم نبوی و مسعود بهنود، از چهره‌های سرشناس دیگری بودند که در این دوران به جاسوسی خود در اعترافات تلویزیونی اقرار کردند اما پس از آزادی از زیر شکنجه بودن در زمان اعترافات گفتند. حسین قاضیان و عباس عبدی نیز در این دوران جاسوسی خود را قبول کردند، اما پس از آزادی از شکنجه‌های شدید برای اعتراف اجباری گفتند.

### وبلاگ‌نویسان
در سال ۱۳۸۳، امید معماریان، فرشته قاضی و روزبه میرابراهیمی که همراه با شماری دیگر از روزنامه نگاران به دلیل نوشته‌هایی که در سایت‌های اینترنی منتشر کرده بودند با حکم سعید مرتضوی بازداشت شدند. در اعترافاتی که پس از آزادی آنها مطرح شد، علاوه بر آنکه اتهاماتی همچون تبلیغ علیه نظام جمهوری اسلامی را که علیه‌شان مطرح شده بود پذیرفته بودند، تصریح کرده بودند که طی مدت بازداشت در شرایط مناسبی به سربرده اند. اما امید معماریان و روزبه میرابراهیمی، گفته‌اند که در مدت بازداشت به مدت طولانی در زندان انفرادی به سر برده‌اند، کتک خورده‌اند، در مورد ارتباط جنسی ادعایی، به‌خصوص با همکاران مطبوعاتی شان، بازجوییهای طولانی شده و مجبور شده‌اند در مورد حدود چهل نفر از چهره‌های مشهور و غیرمشهور اصلاح طلب به تک نویسی بپردازند سپس روابط عمومی دادسرای عمومی و انقلاب تهران در بیانیه خود، سخنان متهمان این پرونده را دربارهٔ شرایط بازداشت و رفتار بازجویان را «شایعه پراکنی» خواند و اظهارات آنها را «متناقض» دانست. بازگوکنندگان این اظهارات که مورد استقبال «گروه‌های معاند و رسانه‌های ضدانقلاب خارج از کشور» قرار گرفته‌است، از سوی دادسرا به «سیاه نمایی فضای جامعه» و «انتشار مطالب کذب» متهم شده‌اند و تأکید شده‌است که با آنها «برخورد قانونی» صورت خواهد گرفت.

### ارتباط با انقلاب مخملی
روز ۲۷ تیر ۱۳۸۶ فیلم اعترافات هاله اسفندیاری، کیان تاجبخش و رامین جهانبگلو از شبکه یک صدا و سیمای جمهوری اسلامی ایران پخش شد. آنها در این اعترافات بر نقش خودشان به عنوان نیروهای برانداز برای انقلاب مخملی و جاسوس و مرتبط با بیگانه برای اندیشکده‌های همچون بنیاد سوروس، در ایران تأکید کردند. فیلم اعترافات جهانبگلو را در شورای عالی انقلاب فرهنگی پخش شد و به اعضا تأکید شد که نفوذ دشمن از راه روشنفکران است و باید جلوی آن گرفته شود. جهانبگلو پس از آزادی از اعتراف اجباری خود زیر فشار صحبت کرد و گفت که «اعتراف دروغی ست که نامش را به زبان نمی‌آورند؛ ولی دروغی ست که خودش را به عنوان حقیقت بیان می‌کند و به همین دلیل خطرناک تر از دروغ است، چون نه حقیقت است و نه دروغ. حقیقت همیشه عریان است و احتیاج به دروغ ندارد ولی دروغ همیشه باید خودش را در لباسی مبدل به حقیقت معرفی کند.» هاله اسفندیاری نیز، در اکتبر سال ۲۰۰۹ کتابی به زبان انگلیسی با عنوان خانه من، زندان من؛ روایت اسارت یک زن در ایران منتشر کرده که در آن به شرح هشت ماه بازداشت در زندان‌های ایران و تلاش بازجویان وزارت اطلاعات برای گرفتن اعتراف از خود پرداخته‌است.

### پس از انتخابات ۱۳۸۸
بعد از پس از حوادث انتخابات سال ۸۸، تعدادی از دستگیرشدگان در دادگاه‌هایی با قضاوت ابوالقاسم صلواتی، با خواندن متن‌هایی به اعتراف علیه خود، گذشته فکری خود و علیه نزدیکان و برخی از مقامات نظام جمهوری اسلامی پرداخته‌اند. در بین دستگیرشدگان شماری از چهره‌های سیاسی اصلاح طلب (اغلب از اعضای جبهه مشارکت اسلامی، سازمان مجاهدین انقلاب اسلامی، حزب کارگزاران سازندگی و مجمع روحانیون مبارز) و مسئولان سابق کشور چون بهزاد نبوی (عضو شورای مرکزی سازمان مجاهدین انقلاب اسلامی)، محسن میردامادی، محسن امین‌زاده (معاون سابق وزارت امور خارجه)، محمد عطریانفر، محمدعلی ابطحی (معاون رئیس‌جمهوری دولت پیش)، محسن صفایی فراهانی و عبدالله رمضان‌زاده (سخنگوی سابق دولت و جانشین دبیرکل جبهه مشارکت) در کنار جوانانی که در خیابان دستگیر شده بودند حضور داشتند. ابطحی در دادگاه، ضمن نقد خود و رد امکان تقلب در انتخابات، هاشمی رفسنجانی را متهم کرد که قصد «انتقام‌گیری از احمدی‌نژاد و خامنه‌ای» را داشته و با میرحسین موسوی و محمد خاتمی هم‌قسم شده‌است. محمد عطریانفر نیز خطاب به سید علی خامنه‌ای گفت «ای پیشوا در برابر تو تسلیم هستیم» دفتر مجمع تشخیص مصلحت نظام با صدور بیانیه‌ای با رد سخنان ابطحی آن را از اساس کذب محض خوانده و افزود معلوم نیست در چه شرایط و ملاحظاتی این سخنان بیان شده‌است. در جلسه دیگر از دادگاه، سعید شریعتی، هدایت آقایی، کیان تاجبخش، شهاب طباطبایی، حمزه کرمی و مسعود باستانی به خواندن متن اعترافات خود تحت عنوان دفاعیه پرداختند و سعید شریعتی از اعضای شورای مرکزی جبهه مشارکت متن اعترافات سعید حجاریان دیگر عضو این حزب که خود قادر به تکلم نیست را قرائت کرد. حجاریان در اعترافاتش عنوان کرد بخاطر انحرافات و خسارت‌هایی که به مردم زدیم از حزب مشارکت استعفا می‌کنم. همچنین دادستان در کیفرخواست خود خواهان انحلال جبهه مشارکت و سازمان مجاهدین انقلاب دو حزب اصلی اصلاح‌طلب شد. حمزه کرمی نیز، عضو حزب کارگزاران سازندگی، مدیر سایت جمهوریت، از کارمندان دانشگاه آزاد و نزدیکان جاسبی و مهدی هاشمی رفسنجانی مسئولیت مطالب سایت جمهوریت که پس از انتخابات فیلتر شده و بسیاری از مسئولان آن در زندان هستند بر عهده مهدی هاشمی (پسر هاشمی رفسنجانی) دانست. وی مهدی هاشمی را به اختلاس از سازمان بهینه‌سازی مصرف سوخت از جمله برداشت مبلغ دو میلیارد تومان برای تبلیغات انتخاباتی هاشمی رفسنجانی در انتخابات ریاست‌جمهوری سال ۱۳۸۴ متهم کرد. پرسنل سایت جمهوریت را مسئول تهیه شب‌نامه برای ستاد میرحسین موسوی اعلام کرد و به دریافت ۳۲۰ میلیون تومان از بودجه سازمان بهینه‌سازی اقرار کرد. مسعود باستانی روزنامه‌نگار و عضو تحریریه سایت جمهوریت به سیاه‌نمائی علیه نظام و گزارش از وضعیت زندان‌ها برای رسانه‌های ضدانقلاب همچون رادیو فردا و روز آنلاین، دریافت ۴۰۰ دلار کانادا از یک رسانه ضدانقلاب در کانادا و دریافت دستمزد ماهانه ۳۰۰ تا ۳۵۰ دلار از رادیو چکاوک و اعترافاتی علیه مهدی هاشمی اقدام کرد. هدایت‌الله آقایی عضو شورای مرکزی حزب کارگزاران وقوع تقلب در انتخابات را نفی کرد.
حمزه کرمی در تابستان ۸۹، در نامه‌ای خطاب به علی خامنه ای، به بیان شکنجه‌های روحی و جسمی در زندان پرداخته و خواستار تشکیل یک دادگاه غیرسیاسی برای رسیدگی به اتهاماتش شده‌است. کرمی در این نامه به فشار و شکنجه برای اخذ اعتراف به رابطه با نوامیس و خویشاوندان رهبران جنبش سبز اشاره می‌کند. طبق گفته کرمی، یکی از اموری که بازجویان از کرمی می‌خواستند اعتراف بگیرند، اقرار به روابط نامشروع با یکی از بستگان طراز اول رهبران جنبش سبز و دو نفر از بستگان طراز اول یکی از مقامات عالیه بی بصیرت بوده‌است. کرمی بارها امتناع می‌کند، تا اینکه در بار بیستمی که سر او را در توالت فرنگی پر از نجاست فرومی‌کنند و با احساس خفگی به اعتراف به خواست بازجویان تن می‌دهد و آنچه را می‌خواستند می‌نویسد و امضا می‌کند. او اضافه می‌کند که هرگاه فریاد "یا زهراً سر می‌دادم، به آن حضرت جسارت می‌کردند! وقتی می‌گفتم: "یا الله"، می‌گفتند: خدایت امروز ماییم که هرکاری بخواهیم با تو می‌کنیم!"
مازیار بهاری، خبرنگار نیوزویک، در این دادگاه‌ها به نقش سیستماتیک رسانه‌های غربی برای انجام القای تقلب با همکاری نامزد غربگرا و ایجاد انقلاب مخملی اعتراف کرد. او همچنین گفت که جاسوسی خبرنگاران خارجی انکارناپذیر است و حضور این تعداد خبرنگار خارجی در ایران غیرعادی است. اما او در ۲۱ بهمن ۱۳۸۸ در نامه سرگشاده‌ای به علی خامنه‌ای، رهبر ایران، عنوان کرد که در ۱۱۸ روزی که در ایران در زندان به‌سر می‌برده، «تحت فشار و شکنجه بسیار سنگین» مجبور به اعتراف به «براندازی» شده‌است. بهاری در سال ۲۰۱۲ یک فیلم مستند ۵۸ دقیقه‌ای دربارهٔ پیشینه اعترافات اجباری در سیستم جمهوری اسلامی ساخت.
عبدالله مؤمنی نیز در دادگاه اعلام کرد که به دنبال القای شبهه ناسالم بودن و طرح تقلب در انتخابات بوده‌است، یکسال بعد نامه‌ای سرگشاده خطاب به علی خامنه‌ای نوشت و در آن به مصائبی که در زندان برای اعتراف‌گیری بر وی رفته‌است سخن گفت. وی در قسمتی از این نامه می‌نویسد:
بازجویان اصرار به اعتراف به داشتن رابطهٔ نامشروع با دیگران، داشتند، قسم خوردم که به زنم پایبند بوده‌ام و نوشتم «من هیچ رفتار و عمل غیراخلاقی نداشته‌ام.» پس از خواندن کاغذ بازجویی، با مشت و لگد و سیلی به جان من افتادند و پس از کتک کاری مفصل و تحقیر و توهین گفتند «به تو اثبات می‌کنیم که … و … هستی.» نتیجه آن فروکردن سر من در چاه توالت بود، آن چنان‌که کثافت‌های درون توالت به دهان و حلق من وارد و به مرحله خفگی رسیدم. می‌گفتند که «باید کاملاً توضیح دهی که با چه کسی در چه زمانی و در کجا و چگونه ارتباط داشته‌ای» و حتی از من می‌خواستند که در برگه بازجویی ام بنویسم که «در دوران کودکی مورد تجاوز جنسی قرار گرفته‌ام». بارها به تجاوز و استعمال بطری و شیشه نوشابه و چوب تهدید می‌شدم تا جایی که فی‌المثل بازجوی وزارت اطلاعات جمهوری اسلامی بیان می‌کرد که چوبی را در … استعمال می‌کنیم که صدتا نجار نتواند آن را در بیاورد.
مهدی محمودیان نیز، در سال ۸۹، با انتشار نامه ای از زندان، رفتار بازجویان با زندانیهای سیاسی و اعتراف‌گیری‌ها را توصیف کرد.
حدود ۹ سال بعد، یعنی فروردین ۱۳۹۷، احمد زیدآبادی روزنامه‌نگار سرشناس هم طی گفتگویی با حسین دهباشی، بازجویی‌های سفید را «وسط زمین و آسمان که هر لحظه‌اش یک جهنم است» توصیف کرد. او توضیح داد به دلیل شدت فشارها «مثل یک زنده به گور، یک آدم مصلوب، یک آدم وسط زمین و آسمان» شده و برایش «مرگ آرزویی بوده که تمنا می‌کرد و نمی‌آمد.»

## دههٔ ۱۳۹۰

### دستگیرشدگان ترور دانشمندان هسته‌ای
در سال ۱۳۹۱، در مستندی تلویزیونی به نام کلوب ترور، به گزارش ایمان مرآتی، عده ای اقرار کردند که از متهمان ترور دانشمندان هسته‌ای بوده‌اند و برای آموزش به اسرائیل رفته‌اند. بنا به گفته وزارت اطلاعات، صدا و سیما و برخی رسانه‌های امنیتی، اعضای این تیم گسترده تروریستی در پی یکسری عملیات پیچیده اطلاعاتی در چنگ قانون گرفتار می‌شوند و مشخص می‌شود این تیم عملیات‌های متعدد دیگری را در دستور کار داشتند که با این ضربه مهلک تمامی نقشه‌های این مثلث، یعنی آمریکا، انگلیس و اسرائیل، خنثی و نقش برآب شد. حیدر مصلحی، وزیر اطلاعات وقت نیز، این گروه، آنگونه که خود می‌گوید، به صورت مستقیم و با حمایت‌های مثلث آمریکا، انگلیس و اسرائیل فعالیت می‌کردند و همچون اتفاقات چند دهه اخیر به دنبال ضربه زدن به نظام اسلامی هستند. او این موفقیت عظیم سربازان گمنام امام زمان را به «امام زمان، رهبر انقلاب، ملت شریف ایران و به خانواده‌های داغدار شهدای هسته‌ای» تبریک عرض می‌کند.
یکی از دستگیرشدگان، مجید جمالی فشی بود که به جرم ترور دانشمندان هسته ای، توسط قوه قضاییه محاکمه و به حکم قاضی صلواتی در صبح روز سه شنبه ۲۶ اردیبهشت ۹۱، به اتهام محاربه در ارتباط با ترور دانشمندان هسته ای، به دار آویخته شد. او در اعترافاتش می‌گوید که با پاسپورت اسرائیلی خود سه بار به تل‌آویو سفر کرده‌است. همچنین ادعای استفاده وی از وسایلی مانند «کمربند حافظه‌دار برای ارسال اطلاعات»، «لپ‌تاپ ویندوز قرمز»، «لباس ضد باروت»، «موبایل با قابلیت فیلمبرداری مادون قرمز»، «هوندا ۱۲۵ با قابلیت ارتباط دیجیتالی با تل آویو» را کرد. پس از اعدام مجید جمالی فشی در برنامه خبر ۲۰:۳۰ تلویزیون جمهوری اسلامی تصویر یک پاسپورت اسرائیلی با عکس مجید جمالی فشی نشان داده و پاسپورت اسراییلی فشی نامیده شد. اما پاسپورت نشان داده شده در صداوسیما نشان می‌دهد که با استفاده از تصویر پاسپورتی که در سایت ویکی‌پدیا به راحتی قابل دسترس است، جعل شده‌است و فتوشاپ کاران حتی به خود زحمت جابجایی جای مهرها و تاریخ‌ها را هم نداده‌اند. هفت سال بعد نیز، مازیار ابراهیمی، یکی دیگر از افرادی که در مستند صدا و سیما اقرار کرده بود، که به اسرائیل می‌رفته و مسئول تیم ترور مجید شهریاری یکی از دانشمندان اتمی بود و همچنین در ترور مسعود علیمحمدی دانشمندی اتمی نقش داشته‌است، پس از آزادی و خروج از کشور، در گفتگویی با ژیار گل، خبرنگار بی‌بی‌سی فارسی، روایتی دیگر از این داستان را تعریف می‌کند. او می‌گوید که اعترافات او زیر شدیدترین شکنجه‌های جسمی، روحی و ذهنی بوده‌است. او می‌گوید که «این اعترافات پس از یک ماه تا چهل روز شدیدترین شکنجه‌ها بود. پس از ده ضربه کابل به کف پایم، پام شکست. در این مدت حدود بیش از ۶۰۰ ضربه کابل رو پای شکسته تحمل کردم و این منهای کابلهایی بود به بقیه تنم خورد، چهار ماه به صورت شبانه‌روزی دست بند به دست و در صورتی که ورم پاهایم می‌خوابید پابند هم داشتم، مورد ضرب و شتم قرار گرفتم، دستم و دنده‌هایم شکست، به‌صورت ' بقچه، قپونی و با دستبند از سقف آویزان شدم و …، شانزده ماه بدون ملاقات و حتی یک تلفن به خانواده در سلول انفرادی نگهداری شدم. مهره‌های پشتم خم شده‌اند. برای رهایی از شکنجه حاضر بودم هر اتهامی آقایان می‌گفتند قبول کنم.» در این مدت، پرونده قضائی آنها زیر نظر قاضی ابوالقاسم صلواتی بوده‌است. آنطور که مازیار ابراهیمی می‌گوید: «او مرتباً متهمان را تهدید می‌کرد و می‌گفت بروید با آقایان همکاری کنید و مرتب کاغذی را نشان می‌داد و می‌گفت این حکم اعدام شماست. شما را اینجا چال می‌کنیم.» در تاریخ ۲۸ مرداد، علی ربیعی، سخنگوی دولت در واکنش به صحبت‌های مازیار ابراهیمی اعلام کرد که در دولت روحانی از مازیار ابراهیمی و دیگر بازداشت شدگان این پرونده عذرخواهی و دلجویی شده‌است و بنا شده‌است که در دولت جدید از این اتفاق‌ها نیفتد او اضافه کرد که در دولت قبل روی این موضوع کار کارشناسی ضد جاسوسی نشده‌است.

### فعالان کارگری
شامگاه شنبه ۲۹ دی‌ماه برنامهٔ تلویزیونی بیست و سی با پخش گزارشی به‌نام «طراحی سوخته» به انتشار اوراق بازجویی تعدادی از دستگیرشدگان اعتراضات کارگری خوزستان، از جمله سپیده قلیان و اسماعیل بخشی، و «اعترافات» آن‌ها علیه خودشان پرداخت. در این گزارش با طرح اتهامات امنیتی علیه بازداشت‌شدگان، آن‌ها وابسته به گروه‌های کمونیستی و برانداز خارج از کشور خوانده شده‌اند که سعی در ایجاد تشکل‌های مستقل کارگری داشته‌اند. بسیاری از این زندانیان پس از آزادی تأکید کرده‌اند که برای ضبط اعترافات‌شان جلوی دوربین مورد شکنجه نیروهای امنیتی قرار گرفته‌اند. در قسمتی از این گزارش مسئلهٔ شکنجهٔ اسماعیل بخشی در دوران بازداشت نیز بار دیگر از سوی مقامات دولتی و امنیتی کتمان شده‌است.

ده روز پیش‌از این، قلیان در توییتی گفته بود که «روز آخر بازجو می‌گفت اگر بیرون بروی و دهانت را باز کنی همین ادعاها و اعترافات اجباری تو و اسماعیل بخشی را را در اخبار بیست و سی هم پخش خواهیم کرد و پودرتان خواهیم کرد.» سپیده قلیان هم با انتشار توییتی به پخش این گزارش واکنش نشان داد:
من و اسماعیل بخشی که سهل است، پنج هزار کارگر هفت‌تپه را هم جلوی دوربین بنشانید و از آن‌ها به زور کابل و باتوم اعتراف اجباری بگیرید باز هم چیزی از اصل داستانِ این‌که شما ستمگر و فاسد هستید کم نخواهد کرد. #طراحی_سوخته 
سپس سپیده قلیان طی یادداشتی در صفحه شخصی خود با اعلام شکایت رسمی از یکی از مجریان برنامهٔ تلویزیونی بیست و سی گفت که «در مراحل تولید طراحی سوخته، آمنه‌سادات ذبیح‌پور در اتاق بازجویی حضور داشت تا پس از ساعت‌ها شکنجه جسمی و روحی، متنی را که از قبل آماده کرده بود، برای خواندن در مقابل دوربین در اختیار ما قرار دهد».

### فعالان محیط زیستی
نیلوفر بیانی، یکی از فعالان محیط زیستی دستگیر شده، تحت شدیدترین فشارهای روحی و جسمی و تهدیدهای جنسی برای اعترافات اجباری قرار داشته‌است؛ او در تشریح رفتارهای صورت گرفته، با اشاره به ۱۲۰۰ ساعت اعتراف‌گیری همراه با شکنجه، به مواردی همچون تهدید همه روزه به اعدام، تحمل ۸ ماه سلول انفرادی و در انزوای کامل و بازجویی‌های طولانی به مدت ۹ تا ۱۲ ساعت در روز و شب، بازجویی‌های ایستاده یا در حال چرخیدن با چشم‌بند یا در حال بشین و پاشو، توهین به خود و خانواده و تحقیر از جمله اجبار به تقلید صدای حیوانات وحشی اشاره کرده‌است. تهدید به بازداشت و شکنجه پدر و مادر ۷۰ ساله، تهدید به حبس در سلول یک متری، تهدید به شکنجه فیزیکی با نشان دادن عکس و توصیف وسایل شکنجه، ساعت‌ها توصیف جزئیات زجر و درد شکنجه‌ها و انتقال جزئیات حس لحظه اعدام و تحت فشار گذاشتن زندانی با ادعای اعدام همکاران، از دیگر رفتارهای مورد اشاره در دفاعیات خانم بیانی هستند. این زندانی همچنین نوشته بازجویان با بالا زدن آستین، او را به تزریق آمپول فلج کننده و آمپول هوا تهدید کرده‌اند؛ یکی از مأموران هفته‌ها آن‌قدر به صندلی او در اتاق بازجویی لگد زده که دچار کمردردهای شدید شده و یک بازجوی به ظاهر روحانی از او خواسته بین ۷۰ ضربه شلاق در ۲ روز و ۵۰ ضربه در یک روز یکی را انتخاب کند. تکرار مکرر کثیف‌ترین توهین‌های جنسی که در بازجویی‌های طولانی با حضور تیم بزرگی از بازجوها با جزئیات چندش‌آور تخیلی مطرح می‌کردند، و درخواست (مجبور کردن) از من که تصورات جنسی آنها را تکمیل کنم. نیلوفر بیانی همچنین در نامه ای به سید علی خامنه‌ای در ۲۲ بهمن ۱۳۹۷، به توضیح رفتار بازجویان سپاه پرداخته و در بخشی از آن نوشته که وی به همراه ۷ مرد مسلح به ویلایی خصوصی در لواسان منتقل شده تا با وجود امتناع، مجبور به نظاره رفتار غیراخلاقی و غیراسلامی آنها در استخر خصوصی بشود؛ او تأکید کرده که بازجویان، با نشان دادن عکس جسد کاووس سیدامامی هشدار داده‌اند: عاقبت خودت و تمام همکاران و اعضای خانواده ات نیز همین است مگر آنکه هر آنچه ما می‌خواهیم بنویسی. او با اشاره به بی اثر ماندن تظلم هایِ صورت گرفته به مقامات گوناگون تأکید کرده در کمال ناباوری هر بار پس از افشاگری و درخواست کمک از مسئولان مربوط با مضاعف شدن فشارها روبه‌رو شده و تهدیدها و شکنجه‌ها فزونی یافته و مکرراً به من یادآور می‌شدند: کاری نکن که لج سیستم را درآوری.

### محمد ثلاث
همان ابتدا بازداشت فیلمی از اعتراف اجباری ثلاث با سر شکسته و صورتی بانداژ شده در بیمارستان تحت فشار انتشار یافت که رو به دوربین می‌گوید: «رفتیم جلوی در کلانتری تجمع کردیم تا اخوی‌مان را که گرفته بودند آزاد کنند. نیروهای کلانتری رسیدند و ضربات زیاد باعث شد عصبی شوم و چون من راننده اتوبوس بودم، رفتم داخل جمعیت. اتوبوس مال من نبود، مال یک بنده خدایی بود. آن لحظه هیچی حالیم نشد. من که قصد کشتن نداشتم عصبی شدم و گاز را فشار دادم و رفتم جلو. اختیارم دست خودم نبود. تسلیت می‌گویم، کاری است که شده‌است. حالا ما اعدام هستیم، مثلاً چکار کنیم؟»

### ۳۵۵ اعتراف اجباری در یک دهه
۵ تیر ۱۳۹۹ گزارشی از تحقیق سازمان عدالت برای ایران و فدراسیون جهانی جامعه‌های حقوق بشر تهیه شده که در آن آمده‌است، صدا و سیمای جمهوری اسلامی در طی ده سال از سال ۲۰۰۹ تا ۲۰۱۹ دست‌کم ۳۵۵ مورد اعترافات اجباری را پخش کرده‌است که از جمله قربانیان آن مازیار بهاری، منوچهر بختیاری پدر یکی از کشته‌شدگان اعتراضات آبانماه، مازیار ابراهیمی، سپیده قلیان، ابراهیم بخشی، سعید ملک پور، و ده‌ها تن دیگر بوده‌اند که یکی از این افراد به‌نام سپیده قلیان گفته‌است که آنها با شکنجه‌های قرون وسطایی اعتراف اجباری می‌گیرند. بنابر گزارش خبرگزاری آسوشیتدپرس، در این گزارش آمده‌است که پخش اعترافات از صدا و سیما به عنوان ابزاری از جانب نهادهای امنیتی برای «سرکوب مخالفان» و همچنین «ترساندن فعالان» در جمهوری اسلامی صورت گرفته‌است.
این گزارش ۵۷ صفحه ای تحت عنوان "حکومت اورولی: صدا و سیمای جمهوری اسلامی به‌مثابه سلاح سرکوب جمعی" منتشر شد. عنوان "حکومت اوروِلی" در نام گزارش، برگرفته از نام رمان "۱۹۸۴" اثر جورج اوروِل است، که وضعیت شهروندان را در یک حکومت تمامیت‌خواه به تصویر می‌کشد.

### زندانیان سیاسی محکوم به اعدام
- بنا بر گزارش صدای آمریکا و به گفته همسر حیدر قربانی، زندانی سیاسی محکوم به اعدام، وی در دوران اولیه بازداشت که در سلول‌های انفرادی محبوس بوده تحت شدیدترین شکنجه‌ها برای گرفتن اعتراف اجباری در شراکت در قتل چند عضو سپاه پاسداران قرار داشته‌است که در هنگام محاکمه تمامی این اتهامات را رد کرده‌است.[۱۲۲]
- شامگاه شنبه، ۱۵ شهریور ۱۳۹۹ در حالی که نوید افکاری، نایب قهرمان کشتی نوجوانان ایران گفته‌است که در زیر فشار مداوم شکنجه از او اعترافاتی گرفته شده، تلویزیون دولتی جمهوری اسلامی اعترافات اجباری او را پخش کرد. وکیل نوید افکاری، حسن یونسی می‌گوید که هیچ مدرک روشنی برای اثبات گناهکاری موکلش در درست نیست.[۱۲۳]
- بنابر گفته آیدا یونسی خواهر علی یونسی، دانشجوی مهندسی کامپیوتر دانشگاه صنعتی شریف در روز چهارشنبه ۱۲ شهریور ۱۳۹۹ بعد از پنج ماه بازداشت، شکنجه، انفرادی و بازجویی عمومی، سه هفته است که با تهدید و فشار، اصرار بر مصاحبه تلویزیونی دارند و به وی گفته‌اند که «اعتراف تلویزیونی اتهامات را قبول کن تا اعدامت را به حبس ابد تبدیل کنیم.»، مأموران وزارت اطلاعات گفته‌اند: «ما تصمیم می‌گیریم» که قاضی چه حکمی بدهد.[۱۲۴][۱۲۵]

### حبیب اسیود
حبیب اسیود، فعال قومی عرب اهوازی، تحت شدیدترین انواع شکنجه‌ها مجبور به اعترافات اجباری شده‌است. وی در این اعترافات با طرح اتهاماتی علیه خود و دیگر اعضای حرکه النضال می‌گوید که در زمانی با سرویس اطلاعاتی عربستان سعودی جلسات متعدد داشته‌است. حبیب چعب با نسبت دادن مسئولیت چندین حادثه صورت گرفته در اهواز از جمله سرقت بانک صادرات، سرقت از یک شرکت پیمان‌کاری، حمله به رژه اهواز اتهاماتی را متوجه خود و دیگر اعضای حرکه النفصال می‌کند.
‏

## در فرهنگ عامه
در نمایش‌نامهٔ چهارراهِ بهرام بیضایی، یکی از دو قهرمان داستان، مجبور به اعتراف جلوی دوربین شده؛ ولی همان هم پذیرفته نشده‌است.